# آکیهیکو ایچیکاوا
آکیهیکو ایچیکاوا (ژاپنی: 市川 彰彦؛ زادهٔ ۲۲ مهٔ ۱۹۷۳) یک بازیکن فوتبال اهل ژاپن است.
از باشگاه‌هایی که در آن بازی کرده‌است می‌توان به باشگاه فوتبال یوکوهاما فلگلز اشاره کرد.